# Unechte Dornhaie
Die Unechten Dornhaie (Dalatiidae) sind eine Familie kleiner Haie, die im Atlantik, Pazifik und Indischen Ozean im Freiwasser sowie an Kontinentalhängen und Schelfgebieten von Kontinenten und Inseln leben.

## Merkmale
Die Dalatiidae sind kleine Haie, die nur 22 bis 42 Zentimeter lang werden. Einzige Ausnahme ist der  Schokoladenhai (Dalatias licha), der eine Länge von 1,80 Meter erreichen kann. Allen Dalatiidae  fehlt die Afterflosse. Die Arten der Gattung Squaliolus haben nur vor der ersten Rückenflosse einen Stachel, bei allen anderen Dalatiidae sind die Rückenflossen stachellos. An der Unterseite des Vorderkörpers können sich Leuchtorgane befinden.

## Fortpflanzung
Alle Dalatiidae sind ovovivipar, das heißt, die Embryonen schlüpfen bereits im Mutterleib aus ihren Eikapseln und entwickeln sich in der Gebärmutterregion bis zur Geburtsgrösse und werden dann lebend geboren. Man spricht dabei auch von „aplazentaler Viviparie“.

## Gattungen und Arten

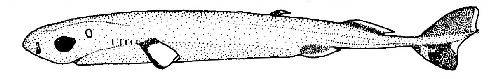
Pygmäenhai (Euprotomicrus bispinatus)

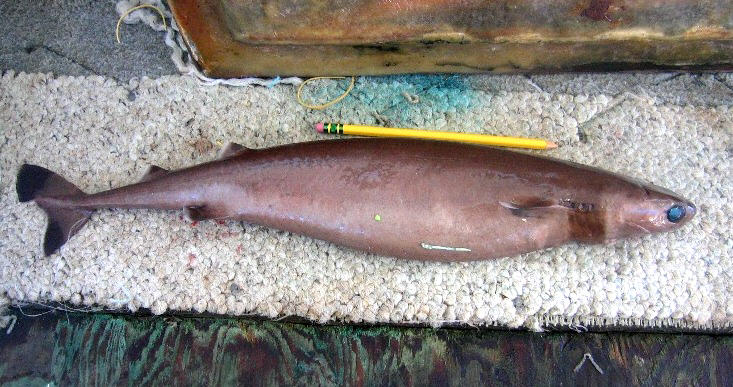
Zigarrenhai (Isistius brasiliensis)

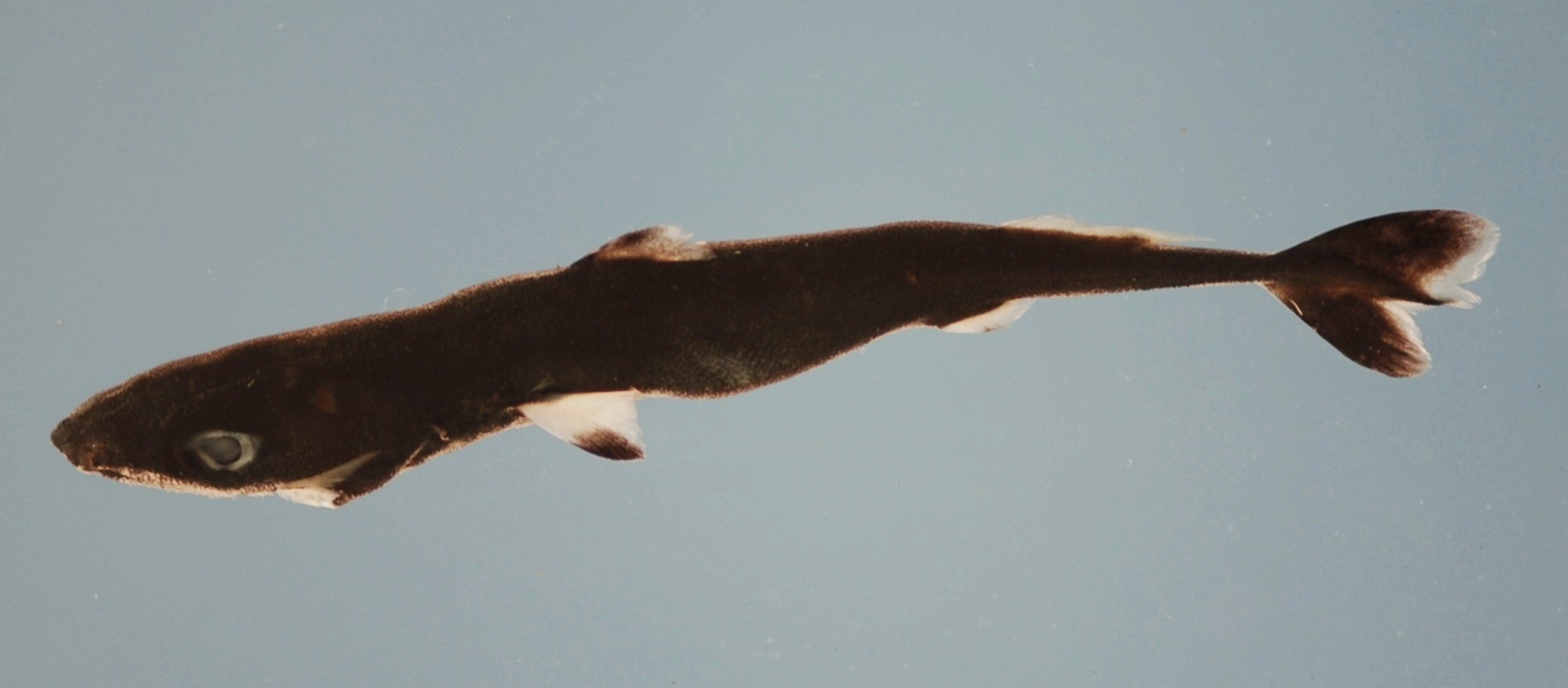
Zwerghai (Squaliolus laticaudus)

Es gibt sieben Gattungen und zehn Arten. 
- Gattung: Dalatias  Rafinesque, 1810
  - Schokoladenhai (Dalatias licha  (Bonnaterre, 1788))
- Gattung: Euprotomicroides  Hulley & Penrith, 1966
  - Schwanzlichthai (Euprotomicroides zantedeschia  (Hulley & Penrith, 1966))
- Gattung: Euprotomicrus  Gill, 1865
  - Pygmäenhai (Euprotomicrus bispinatus  (Quoy & Gaimard, 1824))
- Gattung: Heteroscymnoides  Fowler, 1934
  - Langnasen-Pygmäenhai (Heteroscymnoides marleyi  Fowler, 1934)
- Gattung: Mollisquama  Dolganov, 1984
  - Mollisquama mississippiensis Grace et al., 2019
  - Taschenhai (Mollisquama parini  Dolganov, 1984)
- Gattung: Zigarrenhaie (Isistius  Gill, 1865)
  - Zigarrenhai (Isistius brasiliensis  (Quoy & Gaimard, 1824))
  - Großzahn-Zigarrenhai (Isistius plutodus  Garrick & Springer, 1964)
- Gattung: Squaliolus  Smith & Radcliffe in Smith, 1912
  - Kleinaugen-Pygmäenhai (Squaliolus aliae  Teng, 1959)
  - Zwerghai (Squaliolus laticaudus  Smith & Radcliffe in Smith, 1912)